# Derry (New Hampshire)
Derry ist eine Stadt (Town) im Rockingham County des Bundesstaates New Hampshire im Nordosten der Vereinigten Staaten. Bei der amtlichen Volkszählung im Jahr 2010 hatte Derry 33.109 Einwohner und war somit die größte Stadt des Rockingham County sowie die viertgrößte Stadt von New Hampshire. 2020 wurden 34.317 Einwohner in Derry gezählt. Derry wurde erst am 2. Juli 1827 gegründet, vorher gehörte das Gebiet zur Stadt Londonderry.

## Lage
Derry liegt im Süden von New Hampshire, rund 17 Kilometer südöstlich von Manchester und 62 Kilometer nordwestlich von Boston. Die Stadt grenzt im Norden an Chester, im Nordosten an Sandown, im Osten an Hempstead, im Südosten an Atkinson und Salem, im Süden an Windham, im Westen an Londonderry und im Nordwesten an Auburn. Zum Stadtgebiet von Derry gehören der Census-designated place Derry mit 22.879 Einwohnern (2020) und das Dorf East Derry.
Derry liegt am Beaver Brook, einem Nebenfluss des Merrimack River. Das Stadtzentrum liegt im Südwesten von Derry in der Nähe der Stadtgrenze zu Londonderry. Derry liegt an den New Hampshire Routes 28, 28B und 102, südwestlich der Stadt liegt der Interstate 93.

## Geschichte

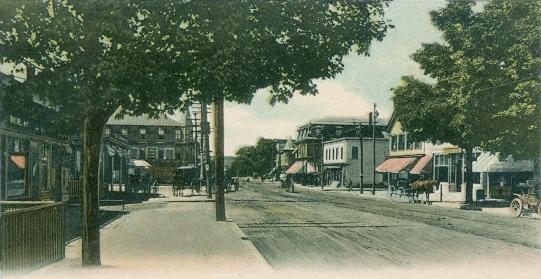
Downtown Derry auf einer Postkarte (ca. 1905)

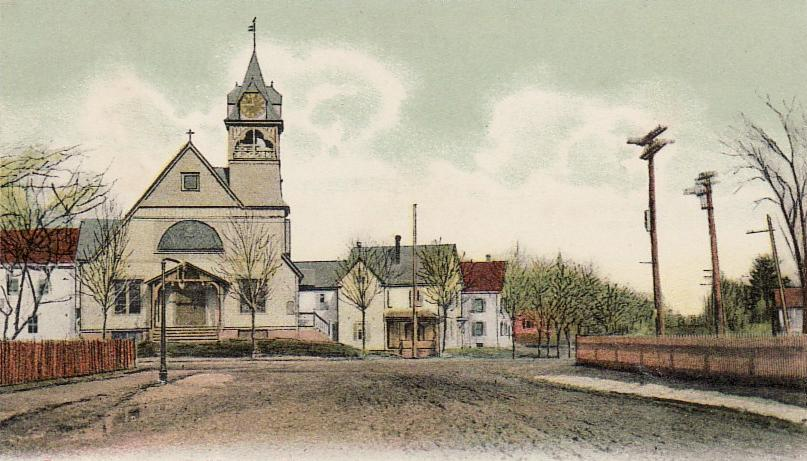
Birch Street und Derry Baptist Church (ca. 1905)

Bis zur ersten Ankunft von Europäern Anfang des 18. Jahrhunderts lebten in dem Gebiet um die heutige Stadt Derry Penacook-, Massachusett- und Pocumtuc-Indianer. Im Jahr 1718 kamen irische Siedler aus der Provinz Ulster in Boston an, zogen ins Landesinnere und ließen sich im heutigen Gebiet von Derry nieder. Am 21. Juni 1722 wurde das Gebiet unter dem Namen Londonderry zur Stadt erhoben. Am 2. Juli 1827 wurde aus einem Teil von Londonderry schließlich die Stadt Derry gebildet. Der Name leitet sich, wie bei Londonderry auch, von dem Namen der nordirischen Stadt Londonderry/Derry ab, aus der ein Großteil der ursprünglichen Siedler stammte.
Bis in die 1870er-Jahre war Derry eine landwirtschaftlich geprägte Gemeinde. Es gab zu dieser Zeit ein einziges Geschäft, einen Bahnhof, ein Hotel, ein Sägewerk und fünf Wohngebäude. Danach gründete William Pillsbury eine Schuhfabrik in Derry, was zu einem wirtschaftlichen Wachstum der Stadt führte. Zehn Jahre später war Derry ein Zentrum der Schuh- und Leinenindustrie in Neuengland. Um 1900 arbeitete etwa ein Drittel der Einwohner Derrys in der Schuhindustrie. Im frühen 20. Jahrhundert wanderten die meisten Betriebe nach Boston ab. Viele Bewohner zogen daraufhin zum Arbeiten nach Boston oder Manchester. 1960 wurde die letzte verbliebene Schuhfabrik durch einen Brand zerstört. Mit dem Bau des Interstate-Highways 93 erlebte Derry ab 1963 wieder einen Bauboom und ein starkes Bevölkerungswachstum, sodass die Stadt heute als Satellitenstadt von Boston angesehen werden kann.

## Demografie

### Bevölkerungshochrechnung 2019
Im Jahr 2019 wurde die Einwohnerzahl von Derry mit 33.483 angegeben, davon waren 48,74 Prozent Männer und 51,26 Prozent Frauen. 16,87 Prozent der Einwohner waren jünger als 18 Jahre, 9,03 Prozent zwischen 18 und 24, 32,25 Prozent zwischen 25 und 44, 29,68 Prozent zwischen 45 und 64 und 12,17 Prozent der Einwohner waren älter als 65 Jahre. Das Medianalter lag bei 40,2 Jahren.
Die Einwohner verteilten sich auf 13.071 Haushalte und 8734 Familien. In 50,33 Prozent aller Haushalte lebten verheiratete Paare, 11,46 Prozent waren Familienhaushalte alleinstehender Frauen, 5,04 Prozent Familienhaushalte alleinstehender Männer und 33,17 Prozent der Haushalte waren keine Familien. 40,18 Prozent aller Haushalte hatten Kinder unter 18 Jahren, die bei ihnen lebten, und in 30,33 Prozent der Haushalte lebten Personen über 60 Jahre.

### United States Census 2010
Beim United States Census 2010 hatte Derry 33.109 Einwohner, die sich auf 12.537 Haushalte und 8767 Familien verteilten. Die Bevölkerungsdichte lag bei 357,2 Einwohnern je Quadratkilometer. Von den Einwohnern waren 94,5 Prozent Weiße, 1,5 Prozent Asiaten, 1,0 Prozent Afroamerikaner und 0,2 Prozent amerikanische Ureinwohner. Insgesamt 2,6 Prozent der Einwohner gaben eine andere oder mehrere Abstammungen an. Von der Gesamtbevölkerung waren 3,3 Prozent Hispanics oder Latinos. Altersmäßig verteilten sich die Einwohner auf 24,7 Prozent Minderjährige, 9,3 Prozent zwischen 18 und 24, 27,0 Prozent zwischen 25 und 44, 30,4 Prozent zwischen 45 und 64 und 8,7 Prozent waren mindestens 65 Jahre alt. Das Medianalter lag bei 38,2 Jahren.
Von den 8438 Haushalten hatten 35,0 Prozent Kinder unter 18 Jahren, die bei ihnen lebten. 52,4 Prozent waren verheiratete Paare, 12,2 Prozent waren Familienhaushalte alleinstehender Frauen, 5,3 Prozent waren Familienhaushalte alleinstehender Männer und 30,1 Prozent waren keine Familien. 23,0 Prozent der Haushalte waren Einzelhaushalte.

## Persönlichkeiten

### Söhne und Töchter der Stadt
- Charles M. Floyd (1861–1923), Politiker, Gouverneur von New Hampshire
- Buddy Stewart (1922–1950), Jazzsänger
- Alan Shepard (1923–1998), Astronaut, geboren in East Derry
- Gary Indiana (1950–2024), Autor, Schauspieler, Filmemacher und Bildender Künstler
- Tricia Dunn-Luoma (* 1974), Eishockeyspielerin

### Personen mit Bezug zur Stadt
- John Nesmith (1793–1869), Politiker, Vizegouverneur von Massachusetts, lebte zeitweise in Derry
- Paul Thompson (* 1988), Eishockeyspieler, wuchs in Derry auf